# Jean Kourkouas
Jean Kourkouas (en grec : Ἰωάννης Κουρκούας, fl. 915-946) est l'un des plus importants généraux de l'histoire de l'Empire byzantin. Ses succès lors de batailles contre les musulmans en Orient permettent de renverser définitivement le cours des guerres arabo-byzantines et marquent le début de l'« Âge des Conquêtes » byzantines tout au long du Xe siècle.
Kourkouas appartient à une famille d'origine arménienne qui a fourni plusieurs généraux à l'Empire byzantin. En tant que commandant de l'un des régiments de la garde impériale, il est parmi les plus fervents partisans de l'empereur Romain Ier Lécapène et il facilite l'arrivée sur le trône de ce dernier. En 923, il est nommé commandant en chef des armées situées le long de la frontière orientale, faisant face au califat abbasside et aux émirats musulmans frontaliers semi-autonomes. Il conserve ce poste pendant plus de vingt ans et connait plusieurs succès militaires décisifs qui modifient l'équilibre des forces dans la région. 
Au cours du IXe siècle, les Byzantins recouvrent peu à peu leurs forces et l'instabilité interne de l'empire se résorbe. Dans le même temps, le califat abbasside perd progressivement de sa puissance en même temps qu'il se divise. Sous la direction de Kourkouas, les armées byzantines progressent profondément au sein du territoire musulman. Pour la première fois depuis près de deux cents ans, ils repoussent la frontière impériale vers l'orient. Les émirats de Mélitène et de Qaliqala sont conquis, ce qui permet d'étendre le contrôle byzantin sur le haut Euphrate et sur l'Arménie occidentale. Les princes arméniens et ibères deviennent des vassaux de Constantinople. Kourkouas joue aussi un rôle majeur dans la victoire contre l'important raid Rus' de 941 et récupère le Mandylion d'Édesse, une célèbre relique sur laquelle serait imprimée le visage du Christ. Finalement, Jean Kourkouas est écarté en 944 du fait des machinations des fils de Romain Lécapène mais il retrouve les faveurs impériales sous Constantin VII qui le nomme comme ambassadeur impérial en 946. Son sort ultérieur est inconnu.

## Biographie

### Premières années
Jean est un membre de la famille arménienne des Kourkouas (la forme hellénisée de Gurgen, le nom originel). Cette famille a peu à peu gagné en importance lors du IXe siècle et s'est établie comme l'un des plus grands propriétaires terriens d'Asie Mineure et membres de l'aristocratie militaire,. Le grand-père homonyme de Jean est le commandant du régiment d'élite des Hikanatoi sous Basile Ier. Son frère Théophile devient un général important, tout comme après eux son fils Romain et son grand-neveu Jean Tzimiskès,.

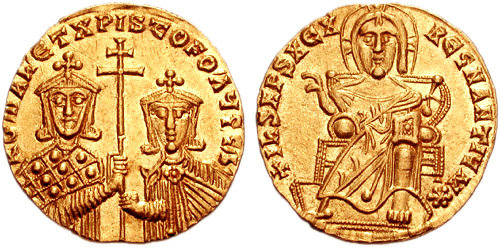
Solidus en or représentant Romain Ier Lécapène et son fils aîné Christophe Lécapène, couronné coempereur en 921.

Peu de choses sont connues sur ses premières années. Son père est un riche dignitaire du palais impérial. Quant à Jean, il est né à Dokeia (aujourd'hui Tokat) dans la région de Darbidos au sein du thème des Arméniaques et il est éduqué par Christophe, un de ses parents qui est aussi évêque de Gangra. Au moment de la régence de Zoé Carbonopsina, lors de la minorité de son fils Constantin VII, Jean est nommé commandant de la tagma de la Vigla, le régiment de la garde du palais. Depuis ce poste, il soutient l'amiral et rebelle arménien Romain Lécapène et arrête plusieurs officiers qui s'opposent à lui. Cela ouvre la voie à la nomination de Lécapène comme régent à la place de Zoé en 919. Lécapène accapare de plus en plus de pouvoirs au point d'être couronné empereur en décembre 920,. En récompense de son soutien, Romain Lécapène promeut Jean Kourkouas au rang de domestique des Scholes vers 923. Ce poste équivaut à celui de commandant en chef des armées byzantines en Anatolie. Selon la chronique de Théophane le Confesseur, Kourkouas occupe cette fonction durant 22 ans et sept mois sans interruption, un record dans l'histoire byzantine.
À cette époque, peu après la désastreuse bataille d'Anchialos en 917, les Byzantins sont principalement occupés par les Bulgares dans les Balkans. De fait, la première mission de Kourkouas en tant que domestique d'Orient est de mettre fin à la révolte de Bardas Boilas, le stratège (gouverneur) du thème de Chaldée, une région stratégiquement importante située sur la frontière nord-est de l'empire. Il ne tarde pas à vaincre cette rébellion et Théophile Kourkouas, son propre frère, est nommé gouverneur de Chaldée à la place de Boilas. Comme commandant du secteur nord-est de la frontière orientale byzantine, Théophile Kourkouas, qui est un général compétent, est d'une aidé précieuse lors des campagnes de son frère.

### Première soumission de Mélitène, campagnes en Arménie
Après les conquêtes musulmanes au milieu du VIIe siècle, les guerres arabo-byzantines se composent de raids et de contre-raids constants autour d'une frontière dont le tracé change peu, suivant la ligne des monts Taurus et Anti-Taurus. Jusqu'aux années 860, la supériorité des armées musulmanes contraint les Byzantins à adopter une posture défensive. C'est seulement à partir de 863 et la bataille de Poson remportée par les Byzantins que ces derniers regagnent progressivement du terrain contre les Arabes. Ils lancent alors des raids en Syrie et Mésopotamie et annexent la principauté paulicienne autour de Téphrikè (aujourd'hui Divriği),. Selon l'historien Mark Whittow, « à partir de 912, les Arabes sont repoussés au-delà du Taurus et de l'Anti-Taurus ». Cela encourage les Arméniens à se détourner du califat pour faire allégeance aux Byzantins et ils commencent à entrer en masse au service de l'empire. Le regain byzantin est facilité par le déclin progressif du califat abbasside qui ne peut plus coordonner la lutte contre les chrétiens. L'affaiblissement du pouvoir central permet en effet l'émergence de dynasties locales semi-autonomes. En outre, après la mort du tsar Siméon en 927, un traité de paix est signé avec les Bulgares, ce qui permet aux Byzantins de retourner leur attention et leurs ressources du côté de la frontière orientale.
En 925, Romain Lécapène considère qu'il est suffisamment puissant pour exiger le paiement d'un tribut aux cités musulmanes situées sur la rive ouest de l'Euphrate. Quand ces dernières refusent en 926, Kourkouas traverse la frontière avec une armée. Soutenu par son frère Théophile et un contingent arménien dirigé par Mélias, le stratège du Lykandos, Kourkouas s'empare la cité de Mélitène (aujourd'hui Malatya), la capitale d'un émirat qui a longtemps été un adversaire coriace. La citadelle ennemie tient toujours lorsque Kourkouas conclut un traité par lequel l'émir accepte de verser un tribut.

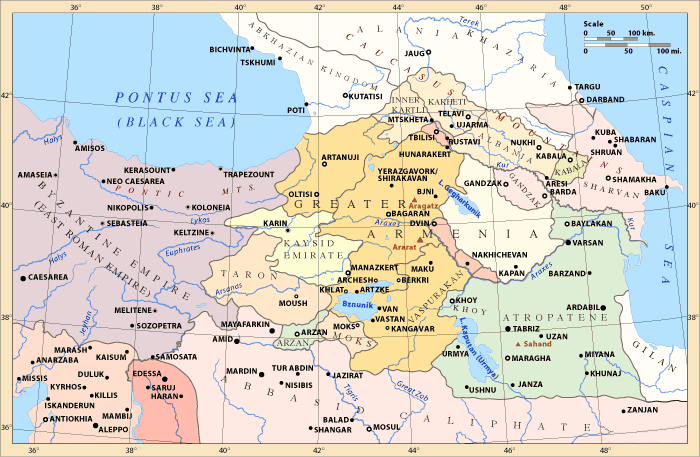
Carte de l'Arménie et des États du Caucase au milieu du Xe siècle.

En 927-928, Kourkouas lance un raid important contre l'Arménie aux mains des Arabes. Après avoir pris Samosate (aujourd'hui Samsat), une importante forteresse sur l'Euphrate, les Byzantins progressent jusqu'à Dvin, la capitale de l'Arménie. Une contre-offensive arabe les forcent à quitter Samosate quelques jours plus tard. Dvin, défendue par le général sajide Nasr al-Subuki, résiste au siège byzantin jusqu'à ce que leurs pertes augmentant, les assiégeants ne soient contraints de se replier. Au même moment, les Arabes de Tarse conduisent plusieurs raids fructueux au sud de l'Anatolie. Les Byzantins se tournent ensuite contre les régions contrôles par les Kaysites, au sud de l'Arménie. Ils pillent la région autour du lac de Van et après avoir pris les villes de Khliat et de Bitlis, ils auraient remplacé le minbar de la mosquée par une croix. Les Arabes de la région demandent l'aide du calife en vain, ce qui entraîne un exode de la population musulmane de la région,. Cette incursion de plus de 500 kilomètres au sein du territoire arabe est très éloignée de la stratégie défensive byzantine traditionnelle envers les Arabes. Elle démontre les nouvelles capacités militaires de l'armée impériale. Toutefois, une famine en Anatolie et les exigences des campagnes au sud de l'Italie affaiblissent les forces de Kourkouas. Son armée est vaincue et repoussée par Muflikh, un Ghulam sajide et le gouverneur de l'Azerbaïdjan,.
En 930, l'offensive de Mélias contre Samosate est lourdement défaite. Parmi d'autres officiers importants, l'un de ses fils est capturé et envoyé à Bagdad. Plus tard dans la même année, Jean et son frère Théophile assiègent Théodosiopolis (aujourd'hui Erzurum), la capitale de l'émirat de Qaliqala (le nom arabe de Théodosiopolis). Cette campagne est rendue plus difficile par les machinations de leurs alliés, les dirigeants ibères du royaume des Kartvels. Ces derniers s'inquiètent des progrès byzantins à proximité de leurs propres frontières et ils ont déjà envoyé des vivres aux assiégés. Une fois que la ville est investie, ils demandent que les Byzantins leur donnent le contrôle de plusieurs des villes conquises. Toutefois, quand l'une d'entre elles, le fort de Mastaton est remis aux Ibères, ces derniers la rendent aux Arabes. Kourkouas a besoin d'apaiser les Ibères et est conscient que son attitude est soigneusement observée par les princes arméniens, il ne réagit donc pas à cet affront. Après sept mois de siège, Théodosiopolis tombe aux mains des Byzantins au printemps de l'année 731 et devient tributaire de l'empire. Selon le De Administrando Imperio, tout le territoire au nord de la rivière Araxe est confié au roi ibère David II. Tout comme à Mélitène, le maintien du contrôle byzantin sur la cité s'avère difficile et la population y reste hostile. En 939, elle se révolte et chasse les Byzantins ; Théophile Kourkouas ne parvenant à en redevenir maître qu'en 949. Elle est alors pleinement intégrée au territoire de l'Empire byzantin et la population musulmane est expulsée et remplacée par des colons grecs et arméniens,.

### Conquête définitive de Mélitène
Après la mort de l'émir Abou Hafs ibn Amr en 928, Mélitène rejette son allégeance à Byzance. Après plusieurs tentatives de reprendre la cité par la force ou par la ruse sans réussite, les Byzantins établissent un réseau de forteresses sur les collines environnant la plaine de Mélitène et ravagent méthodiquement la région. Au début de 931, les habitants de Mélitène sont contraints de négocier : ils acceptent de devenir tributaires de l'empire et même de lui fournir un contingent militaire.
Les autres émirats musulmans ne sont pas inactifs. En mars, les Byzantins sont frappés par trois razzias successives en Asie Mineure, organisées par le général abbasside Mu'nis al-Khadim. En août, un raid de grande envergure conduit par Suml, l'émir de Tarse, atteint Ancyre et Amorium avant de revenir avec des prisonniers et un butin valant 136 000 dinars. Au cours de cette période, les Byzantins sont engagés au sud de l'Arménie pour soutenir Gagik Ier de Vaspourakan qui a rassemblé les princes arméniens contre l'émir d'Azerbaïdjan. Ils lancent un raid contre le territoire des Kaysites et détruisent Khliat et Berkri avant de marcher vers la Mésopotamie et de prendre à nouveau Samosate. Cependant, Gagik ne parvient pas à exploiter ces succès et Muflih lance immédiatement un raid contre son royaume en représailles,,. Mélitène décide au même moment de faire appel aux Hamdanides de Mossoul. En réponse, le prince hamdanide Sa'id ibn Hamdan  attaque les Byzantins et les repousse. Samosate est abandonnée et en novembre 931, la garnison byzantine se retire aussi de Mélitène. Néanmoins, Sa'id ne peut rester dans la région ou y laisser une garnison suffisante et dès qu'il repart vers Mossoul, les Byzantins reviennent et remettent en place le blocus de Mélitène ainsi que leur stratégie de la terre brûlée.

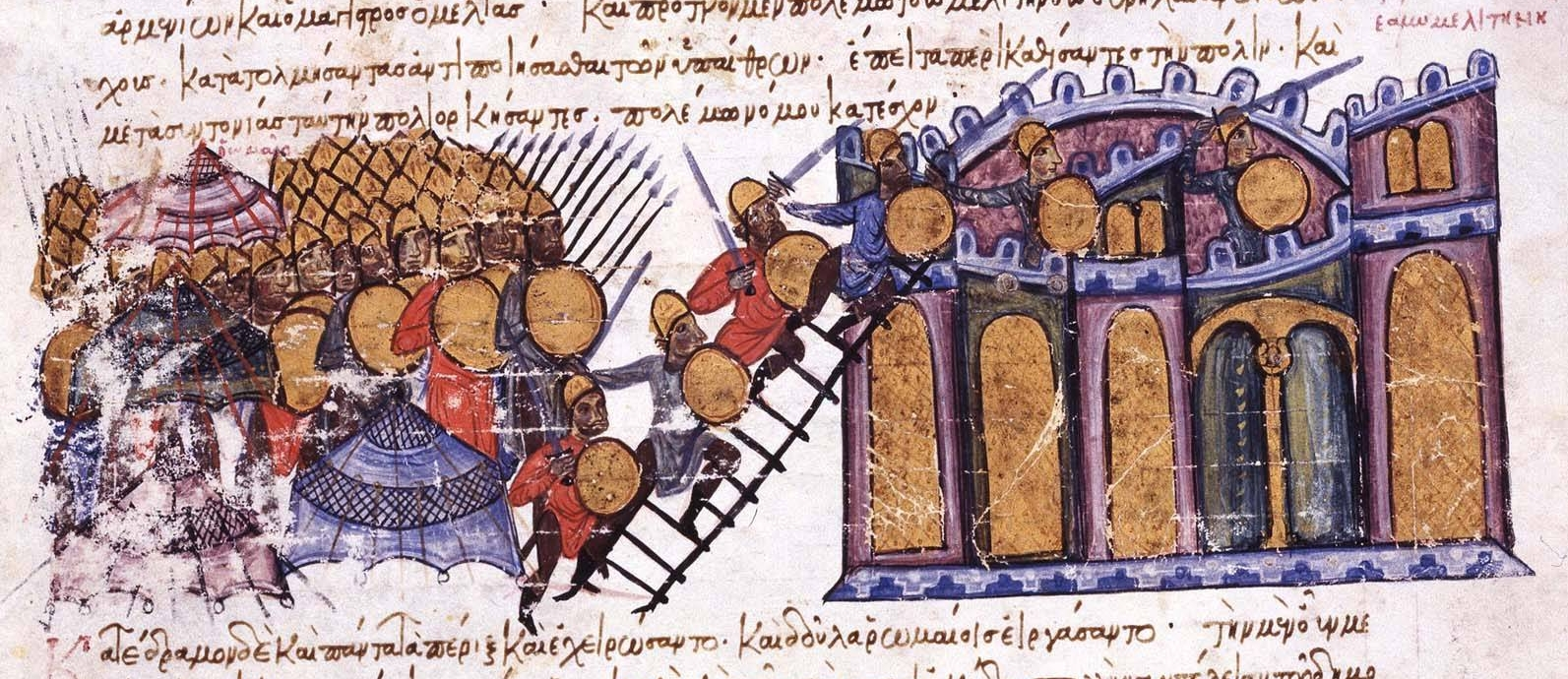
La chute de Mélitène telle que présentée dans le manuscrit Skylitzès.

Les sources ne mentionnent aucune campagne byzantine majeure en 932. L'empire doit alors faire face à deux révoltes au sein du thème de l'Opsikion. En 933, Kourkouas renouvelle son attaque contre Mélitène. Mu'nis al-Khadim envoie des forces en renfort de la cité assiégée. Dans les escarmouches qui s'ensuivent, les Byzantins l'emportent et font de nombreux prisonniers tandis que l'armée arabe se replie. Au début de 934, Kourkouas se place à la tête d'une armée de 50 000 hommes et traverse la frontière en direction de Mélitène. Les autres émirats musulmans n'envoient aucune aide à la cité car ils sont alors occupés par les troubles causés par la déposition du calife Al-Qahir. Kourkouas reprend Samosate et assiège Mélitène. La plupart des habitants de la cité l'abandonnent alors qu'ils apprennent l'arrivée de Kourkouas et la faim contraint les autres à se rendre le 19 mai 934. Échaudé par les précédentes rébellions de la cité, Kourkouas permet seulement aux habitants chrétiens ou à ceux acceptant de se convertir au christianisme de rester. Les autres sont expulsés (la majorité accepte de se convertir),,. Mélitène est alors pleinement incorporée à l'Empire byzantin et la plupart des terres fertiles l'environnant deviennent des domaines impériaux (kouratoreia). Cette politique inhabituelle est initiée par Romain Ier dans le but d'empêcher les puissants propriétaires terriens d'Anatolie d'accaparer les terres. Elle sert aussi à accroître la présence et le contrôle impérial sur ces zones frontalières stratégiques,.

### Face aux Hamdanides
La chute de Mélitène est un choc profond pour les musulmans. Pour la première fois, une cité musulmane importante est prise puis annexée par les Byzantins. Kourkouas exploite ce succès en soumettant une partie de la région de Samosate en 936 et en rasant la cité elle-même. Jusqu'en 938, la frontière orientale de l'Empire byzantin reste relativement calme. Les historiens[Lesquels ?] suggèrent que les Byzantins sont principalement occupés par la pacification complète de Mélitène et les émirats, privés de tout renfort potentiel de la part du califat, n'osent pas se confronter à eux,. 
Avec le déclin du califat et son incapacité manifeste à défendre ses provinces frontalières, une nouvelle dynastie locale, les Hamdanides, émerge comme principal adversaire de Byzance au nord de la Mésopotamie et en Syrie. Ils sont dirigés par al-Hasan, aussi appelé Nasir al-Dawla (« Défenseur de l'État »). Vers 935, la tribu arabe de Banu Habib battue par la puissance montante des Hamdanides fait défection pour rejoindre les Byzantins, se convertir au christianisme et mettre 12 000 cavaliers à la disposition de l'empire. Ils s'installent sur la rive occidentale de l'Euphrate et reçoivent pour mission de défendre cinq nouveaux thèmes créés dans la région : Mélitène, Charpezikion, Arsamosaton, Derzene et Chozanon,.
La première rencontre entre les Byzantins et Sayf ad-Dawla intervient en 936. Ce dernier essaie de libérer Samosate mais une révolte au sein de son émirat le contraint à se replier. Cependant, lors d'une autre invasion en 938, il conquiert le fort de Charpete et défait l'avant-garde de Kourkouas, s'emparant d'un vaste butin et contraignant Kourkouas à se replier. La même année, un accord de paix est signé entre Constantinople et le califat. Les négociations sont facilitées par la montée en puissance des Hamdanides qui inquiète les deux parties. Malgré la paix officielle entre le califat et l'empire, la guerre continue entre les Byzantins et les dirigeants locaux musulmans, soutenus par les Hamdanides. Les Byzantins tentent d'assiéger Théodosiopolis en 939 mais ils lèvent le siège quand ils apprennent l'approche de l'armée de secours de Sayf ad-Dawla.
Au même moment, les Byzantins prennent Arsamosate ainsi que des positions locales stratégiquement importantes dans les montagnes du sud-ouest de l'Arménie, ce qui menace directement les émirats musulmans autour du lac de Van. Pour renverser la situation, Sayf ad-Dawla lance une campagne remarquable en 940. Il part de Mayyâfâriqîn (Martyropolis pour les Byzantins) et de là, il traverse la passe de Bitlis pour pénétrer en Arménie où il s'empare de plusieurs forteresses et accepte la soumission des seigneurs locaux, à la fois musulmans et chrétiens. Il met à sac les positions byzantines autour de Théodosiopolis et lance un raid qui atteint Colonée qu'il assiège jusqu'à ce que Kourkouas envoie une armée de renforts contraignant les Arabes à battre en retraite. Sayf ad-Dawla n'est alors plus en mesure de poursuivre son effort. Jusqu'en 945, les Hamdanides sont préoccupés par les affaires internes du califat et par leur conflit avec les Buyides en Mésopotamie et les Ikhchidides en Syrie,.

### Le raid Rus' de 941
Au début de l'été 941, alors que Kourkouas se prépare à reprendre les opérations en Orient, son attention est détournée par un évènement imprévu : une flotte rus' s'attaque directement à Constantinople et pille ses alentours. L'armée et la marine byzantines sont absentes de la capitale et l'apparition de cette flotte provoque la panique parmi la population. Tandis que Jean Kourkouas est rappelé, une escadre de vieux navires armés de feu grégeois est hâtivement mise en place et placée sous le commandement du protovestiaire Théophane qui parvient à vaincre la flotte rus' le 11 juin, la forçant à fuir. Les Rus' débarquent alors sur les rivages de Bithynie et ravagent les campagnes alentour,. Le patrice Bardas Phocas ne tarde pas à apparaître dans la région avec toutes les troupes qu'il a pu réunir. Il parvient à contenir l'adversaire et attend l'arrivée de l'armée de Kourkouas. Lorsque celle-ci arrive, elle fond sur les Rus' qui se sont dispersés pour piller la région. Nombre d'entre eux sont tués. Les survivants se replient vers leurs navires et essaient de rejoindre la Thrace en profitant de la nuit. Toutefois, lors de leur traversée, ils sont attaqués par la marine byzantine au complet et leur flotte est complètement détruite,,.

### Campagnes en Mésopotamie

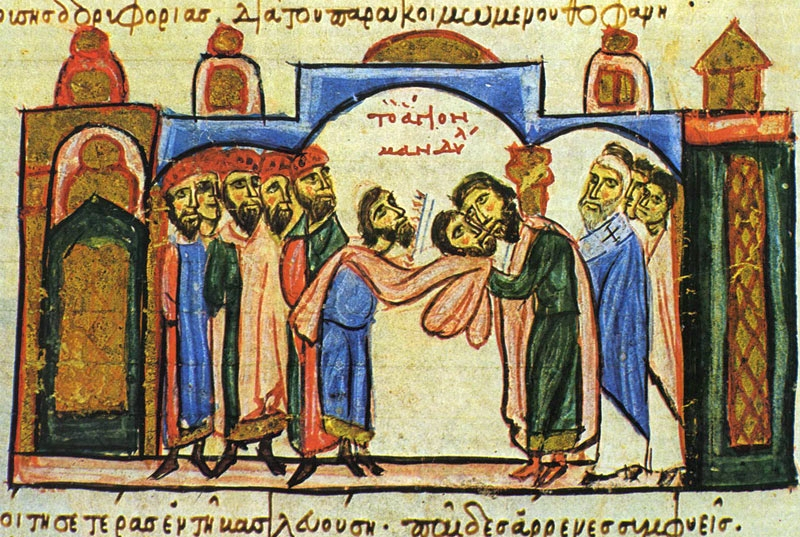
Le Mandylion transmis au parakimomène Théophane par les habitants d'Édesse. Illustration tirée du manuscrit Skylitzès.

Après cette campagne imprévue, Kourkouas lance une nouvelle campagne en Orient. Elle va durer trois ans. La première offensive frappe le territoire d'Alep qui est soumis à un pillage intensif. Lors de la chute de la cité d'Hamus près d'Alep, même les sources arabes rapportent la capture de 10 000 à 15 000 prisonniers par les Byzantins. Malgré une contre-attaque mineure menée par Suml depuis Tarse lors de l'été, Kourkouas lance une nouvelle invasion majeure à l'automne. À la tête d'une armée exceptionnellement grande (80 000 hommes selon les sources arabes), il pénètre au nord de la Mésopotamie. Cette armée marche sur Mayyafiriqin, Amida, Nisibis ou encore Dara, des villes qui n'ont plus connu la présence byzantine depuis Héraclius, trois cents ans plus tôt. Toutes sont prises d'assaut et détruites,. L'objectif réel de ces campagnes est la ville d'Édesse où se trouve le « Saint Mandylion ». Ce vêtement aurait été utilisé par le Christ pour envelopper son visage, laissant une empreinte de celui-ci avant d'être confié au roi Abgar V d'Édesse. Pour les Byzantins, notamment après la période iconoclaste et la restauration du culte des images, c'est une relique d'une profonde signification religieuse. Par sa capture, Romain espère renforcer considérablement sa popularité et sa légitimité,.
Kourkouas assaille Édesse chaque année à partir de 942 et dévaste ses environs, comme il l'a fait avec Mélitène. Finalement, l'émir accepte de signer la paix, jurant de ne pas lever les armes contre Byzance et d'échanger le Mandylion avec 200 prisonniers,. Le Mandylion est transporté à Constantinople où il arrive le 15 août 944 pour la fête de la Dormition de Théotokos. Une entrée triomphale est organisée pour la relique qui est ensuite déposée dans l'église Notre-Dame du Phare, une chapelle palatine du Grand Palais,. Quant à Kourkouas, il termine sa campagne par le sac de Bithra (aujourd'hui Birecik) et de Germanicée (aujourd'hui Kahramanmaraş).

### Disgrâce et retour en grâce
Malgré ce triomphe, la chute de Kourkouas tout comme celle de son ami et protecteur Romain Ier Lécapène, est imminente. Ses deux fils aînés, Étienne Lécapène et Christophe Lécapène, sont jaloux des exploits de Romain et ont déjà essayé sans succès de s'en débarrasser par le passé. Après les victoires de Jean en Orient, Romain commence à penser à une alliance matrimoniale du général avec la famille impériale. Euphrosyne, la fille de Kourkouas, doit être mariée avec le petit-fils de l'empereur, le futur Romain II, le fils de son beau-fils Constantin VII (qui règne toujours de façon formelle). Bien qu'une telle union augmenterait le soutien de l'armée, il renforcerait aussi la position de la dynastie légitime macédonienne, représentée par Constantin VII et au détriment des vues sur le trône des propres fils de Romain. Sans surprise, Étienne et Constantin s'opposent à cette décision et prennent le dessus sur leur père, à cette date vieux et malade, pour démettre Kourkouas de ses fonctions à l'automne 944.
Kourkouas est remplacé par un dénommé Panthérios, qui est presque immédiatement vaincu par Sayf al-Dawla en décembre, alors qu'il lance un raid près d'Alep. Le 16 décembre, Romain est déposé par Étienne et Constantin et banni sur un monastère de l'île de Prote. Quelques semaines plus tard, le 26 janvier, un autre coup d'État renverse les jeunes Lécapène pour rendre le pouvoir au seul Constantin VII,. Kourkouas en profite pour recouvrer les faveurs impériales. Constantin lui fournit de l'argent pour qu'il puisse réparer son palais, endommagé par un séisme. Au début de 946, il est mentionné comme ayant été envoyé avec le magistros Kosmas négocier un échange de prisonniers avec les Arabes de Tarse. Rien n'est connu de lui par la suite.
La chute de Lécapène est la fin d'une ère pour plusieurs grands personnages de l'empire. Toutefois, la stratégie expansionniste de Kourkouas survit à son initiateur. Succèdent à Jean Kourkouas des généraux comme Bardas Phocas l'Ancien, puis Nicéphore Phocas et enfin Jean Ier Tzimiskès (le petit-neveu de Jean Kourkouas). Ces derniers étendent toujours plus loin la frontière byzantine en Orient, conquérant la Cilicie et le nord de la Syrie dont la cité d'Antioche. Enfin, ils font de l'émirat hamdanide d'Alep un protectorat byzantin à la fin du Xe siècle.

## Examen historiographique
Kourkouas fait partie des plus grands dirigeants militaires de l'histoire byzantine. Les chroniqueurs byzantines saluent en lui le général ayant restauré la frontière orientale de l'empire sur l'Euphrate. Dans une œuvre contemporaine en huit tomes écrite par le protospathaire Michel et dont il n'existe plus qu'un court résumé de Théophane Continué, il est acclamé sous la dénomination de « Second Trajan ou Bélisaire ». 
Si les succès de Jean Kourkouas sont permis par l'action d'autres personnalités de l'Empire byzantin comme Michel III qui a brisé le pouvoir de l'émirat de Mélitène lors de la bataille de Poson, Basile Ier qui a détruit la principauté paulicienne, Léon VI le Sage qui a créé le très important thème de Mésopotamie et l'impératrice Zoé qui a étendu l'influence byzantine en Arménie avec la fondation du thème de Lykandos, ; ce sont bien Jean Kourkouas et les campagnes qu'il a menés qui ont réellement modifié l'équilibre des forces dans le Moyen-Orient septentrional. Par son action, il a sécurisé les provinces frontalières en mettant fin aux razzias arabes les frappant et en faisant de Byzance une puissance expansionniste. Selon les termes de l'historien Steven Runciman, « un général moins compétent aurait pu protéger l'empire des Arabes et défendre avec succès ses frontières mais Kourkouas a fait plus. Il a insufflé un nouvel esprit au sein des troupes impériales et les a conduites profondément au sein du territoire des infidèles au cours de campagnes victorieuses. L'étendue territoriale de ses conquêtes n'est pas si importante mais elle suffit à renverser les rôles traditionnels dévolus aux Byzantins et aux Arabes. Byzance est désormais l'agresseur... Jean Kourkouas est le premier d'une lignée de grands conquérants et du fait qu'il soit le premier, il mérite des éloges ».